# Emathis unispina
Emathis unispina är en spindelart som beskrevs av Pelegrín Franganillo Balboa 1930. 
Emathis unispina ingår i släktet Emathis och familjen hoppspindlar. Inga underarter finns listade i Catalogue of Life.